# Poggio Moiano
Poggio Moiano ist eine Gemeinde mit 2790 Einwohnern (Stand 31. Dezember 2023) in der Provinz Rieti in der italienischen Region Latium.

## Geographie
Poggio Moiano liegt 60 km nordöstlich von Rom und 29 km südlich von Rieti in den Sabiner Bergen oberhalb des Tals des Farfa. Zur Gemeinde gehören der Ortsteil Cerdomare und der südliche Teil von Osteria Nuova. Der nördliche Teil gehört zu Frasso Sabino.
Das Gemeindegebiet erstreckt sich über eine Höhendifferenz von 325 bis 1125 m s.l.m.
Poggio Moiano ist Mitglied der Comunità Montana dei Monti Sabini.
Der südöstliche Teil des Gemeindegebiets gehört zum Parco Naturale dei Monti Lucretili.
Die Gemeinde befindet sich in der Erdbebenzone 2 (mittel gefährdet).
Die Nachbargemeinden sind Colle di Tora, Frasso Sabino, Monteleone Sabino, Poggio Nativo, Pozzaglia Sabina, Rocca Sinibalda, Scandriglia und Torricella in Sabina.

### Verkehr
Poggio Moiano liegt mit seinem Ortsteil Osteria Nuova an der Via Salaria SS 4, die von Rom über Ascoli Piceno an die Adriaküste bei Porto d’Ascoli führt. Die nächste Autobahnauffahrt ist Roma Nord an der A1 Autostrada del Sole in 33 km Entfernung.
Der nächste Bahnhof ist in Passo Corese an der Regionalbahnstrecke FR1 vom Flughafen Rom-Fiumicino über Rom-Tiburtina nach Orte, in 25 km Entfernung.

## Geschichte
Der Ort entstand wahrscheinlich nach der Zerstörung von Trebula Mutuesca im 9. Jahrhundert. 1037 wurde er als fundus Mongianus in einem Dokument der Abtei Farfa erstmals erwähnt.

## Bevölkerungsentwicklung
| Jahr      | 1861 | 1881 | 1901 | 1921 | 1936 | 1951 | 1971 | 1991 | 2001 |
| --------- | ---- | ---- | ---- | ---- | ---- | ---- | ---- | ---- | ---- |
| Einwohner | 1570 | 1868 | 2082 | 2317 | 2292 | 2273 | 2092 | 2381 | 2510 |

Quelle: ISTAT

## Politik
Sandro Grossi (Lista Civica: Per Crescere Insieme) wurde am 26. Mai 2019 zum Bürgermeister gewählt.

### Wappen
Auf blauem Schild ein roter, zinnenbewehrter Turm, davor ein silbernes Band mit drei goldenen Bergen.